# إبراهيم بن المهدي
أبو إسحاق إبراهيم بن محمد المهدي بن عبد الله المنصور بن محمد بن علي بن عبد الله بن العباس بن عبد المطلب الهاشمي القرشي (162 هـ - 224 هـ) أميرٌ عبَّاسي ومُغني وموسيقي. بويع بالخلافة من أهالي بغداد في زمن المأمون ردًا على توليته علي الرِّضا وليًّا للعهد واستمر سنتين حتى استتبت الأمور في العراق لصالح المأمون، إبراهيم هو ابن الخليفة المهدي وأخو الخليفة هارون الرشيد، أشهر أولاد الخلفاء ذكراً في الغناء وأتقنهم صنعةً، ومن أعلم الناس في ذاك الوقت بالنغم والإيقاع، من المعدودين في طيب الصوت خاصة، ولكنه كان إذا غنى الغناء القديم عن الأوائل في الأدوار الطوال حذف كثيرا من نغمها وخففها، وقد عيب عليه ذلك. له مع إسحق الموصلي مجادلات كثيرة في أصول النغم والإيقاع لم تكن لتنقطع حتى أفنيا العمر في تنازعهما.

## نسبه
إبراهيم بن مُحَمَّد المِهديّ بن عَبدُ الله اَلمَنْصُور بن مُحَمَّد بن عَلِيّ بن عَبدِ الله بن العَبَّاس بن عَبد المُطَّلِب بن هاشِم بن عَبد مَناف بن قُصي بن كِلاب بن مُرة بن كَعب بن لُؤي بن غالِب بن فَهر بن مالِك بن النَّضر بن كِنانة بن خُزَيمة بن مُدرِكة بن إلياس بن مَضَر بن نِزار بن مَعد بن عدنان.
أمه جارية تُدعى شكلة، فارسيَّة الأصل، وعُرف إبراهيم بسواد بشرته، وهو الأخ غير الشقيق للخليفة هارون الرشيد.

## سيرة شخصية
ولد في بغداد سنة 163 هـ. توفي أبوه وعمره ست سنوات فتعهدته أمه شكل وثقفته ثقافة موسيقية لأنها هي كانت موسيقية. وكانت له أخت من غير أمه اسمها علية وكانت هي أيضا موسيقية.
كان أخوه الخليفة هارون الرشيد يشجعه وأخته على الموسيقى والغناء بالرغم من أن مركزهما الاجتماعي لا يليق بأن يكونا من المغنين والموسيقيين. ثم بعد أن توفي الخليفة هارون الرشيد استدعاه ابن أخيه الأمين وقرّبه إليه، إلا أنه انهزم في عهد ابن أخيه المأمون فقبض عليه ثم عفا عنه.
كان صوته رخيماً عذباً قوياً وكان عالماً موسيقياً وأمهر من عزف على الآلات الموسيقية. وهو أعلم أهل زمانه بالإيقاع والنغم والوتر. وإلى جانب كونه مغنياً وموسقياً فقد كان عالما في الشعر والفقه والجدل والحديث وباقي العلوم. غير أن علمه بالموسيقى فاق كل شيء.
كان زعيم الحركة الموسيقية الرومنطيقية الفارسية التقليدية.
من أشهر تلاميذه محمد بن الحارث وعمرو بن بانة.

## بعض أخباره
جاء في “وفيات الأعيان” لابن خلكان: أبو إسحاق إبراهيم بن المهدي بن المنصور أبي جعفر بن محمد بن علي بن عبد الله بن العباس بن عبد المطلب الهاشمي، أخو هارون الرشيد؛ كانت له اليد الطولى في الغناء والضرب بالملاهي وحسن المنادمة، وكان أسود اللون لأن أمه كانت جارية سوداء، واسمها شكلة – بفتح الشين المعجمة وكسرها، وسكون الكاف، وبعد اللام هاء – وكان مع سواده عظيم الجثة، ولهذا قيل له التنين، وكان وافر الفضل، غزير الأدب، واسع النفس، سخي الكف، ولم ير في أولاد الخلفاء قبله أفصح منه لساناً، ولا أحسن منه شعراً، بويع له بالخلافة ببغداد بعد المائتين والمأمون يومئذ بخراسان، وقصته مشهورة، وأقام خليفة بها مقدار سنتين، وذكر الطبري في تاريخه أن أيام إبراهيم بن المهدي كانت سنة وأحد عشر شهراً واثني عشر يوماً.
وكان سبب خلع المأمون وبيعة إبراهيم بن المهدي أن المأمون لما كان بخراسان جعل ولي عهده علي بن موسى الرضا ، فشق ذلك على العباسيين ببغداد خوفاً من انتقال الأمر عنهم إلى العلويين فبايعوا إبراهيم بن المهدي المذكور، وهو عم المأمون، ولقبوه المبارك. وقيل سموه المرضي، وكانت مبايعته يوم الثلاثاء لخمس بقين من ذي الحجة سنة إحدى ومائتين ببغداد، بايعه العباسيون في الباطن ثم بايعه أهل بغداد في أول يوم من المحرم سنة اثنتين ومائتين، وخلعوا المأمون، فلما كان يوم الجمعة لخمس خلون من المحرم أظهروا ذلك، وصعد إبراهيم المنبر، وكان المأمون لما بايع علي بن موسى الرضا بولاية العهد أمر الناس بترك لباس السواد الذي هو شعار بني العباس، وأمرهم بلباس الخضرة، فعز ذلك على بني العباس أيضاً، وكان من جملة الأسباب التي نقموها على المأمون، ثم أعاد لبس السواد يوم الخميس لليلة بقيت من ذي القعدة سنة سبع ومائتين لسبب اقتضى ذلك، ذكره الطبري في تاريخه فلما توجه المأمون من خراسان إلى بغداد خاف إبراهيم على نفسه، فاستخفى، وكان استخفاؤه ليلة الأربعاء لثلاث عشرة ليلة بقيت من ذي الحجة سنة ثلاث ومائتين، وذلك بعد أمور يطول شرحها، ولايحتمل هذا المختصر ذكرها، ثم دخل المأمون بغداد يوم السبت لأربع عشرة ليلة بقيت من صفر سنة أربع ومائتين، ولما استخفى إبراهيم عمل فيه دعبل الخزاعي:
نعر ابن شكلة بالعراق وأهلـه فهفا إليه كل أطلـس مـائق
إن كان، إبراهيم مضطلعاً بها فلتصلحن من بعده لمخـارق
ولتصلحن من بعد ذاك لزلزل ولتصلحن من بعده للمـارق
أنى يكون وليس ذاك بـكـائن يرث الخلافة فاسق عن فاسق
وقال إبراهيم: قال لي المأمون، وقد دخلت عليه بعد العفو عني: أنت الخليفة الأسود، فقلت: يا أمير المؤمنين، أنا الذي مننت عليه بالعفو، وقد قال عبد بني الحسحاس:
أشعار عبد بني الحسحاس قمن له عند الفخار مقام الأصل والورق
إن كنت عبداً فنفسي حرة كرمـا أو أسود الخلق إني أبيض الخلق
فقال لي: ياعم أخرجك الهزل إلى الجد، وأنشد يقول:
ليس يزرى السواد بالرجل الشه م ولا بالفتـى الأديب الأريب
إن يكن لسواد فـيك نـصـيب فبياض الأخلاق منك نصيبـي
قلت: وقد نظم بعض المتأخرين، وهو الأعز وأبو الفتوح نصر الله بن قلاقس الإسكندري – وسيأتي ذكره إن شاء الله تعالى في حرف النون – هذا المعنى وزاد فيه وأحسن كل الإحسان، وهو قوله:
رب سوداء وهي بيضاء فعل حسد المسك عندها الكافور
مثل حب العيون يحسبه النـا س سواداً وإنما هـو نـور
وجلس المعتصم يوماً – وقد تولى الخلافة بعد المأمون – وعن يمينه العباس بن المأمون، وعن يساره إبراهيم بن المهدي، فجعل إبراهيم يقلب خاتماً في يده، فقال له العباس: ياعم ماهذا الخاتم؟ فقال: خاتم رهنته في أيام أبيك فما فككته إلا في أيام أمير المؤمنين، فقال له العباس: والله لئن لم تشكر أبي على حقن دمك مع عظيم جرمك لاتشكر أمير المؤمنين على فك خاتمك، فأفحمه.
أما الطبري، فقال في “تاريخ الأمم والملوك” عن سبب خلع إبراهيم بن المهدي وتسليم الخلافة للمأمون قوله: قد ذكر ما كان من إبراهيم وعيسى بن محمد بن أبي خالد وحبس إبراهيم إياه، واجتماع عباس خليفة عيسى واخوة عيسى على إبراهيم، وكتابهم إلى حميد يسألونه المسير إليهم ليسلموا بغداد إليه؛ فذكر أن حميداً لما أتاه كتابهم، وفيه شرط منهم عليه أن يعطي جند أهل بغداد؛ كل رجل منهم خمسين درهماً، فأجابهم إلى ذلك، وجاء حتى نزل صرصر بطريق الكوفة يوم الأحد، وخرج إليه عباس وقواد أهل بغداد، فلقوه غداة الاثنين، فوعدهم ومناهم وقبلوا ذلك منه، فوعدهم أن يضع لهم العطاء يوم السبت في الياسرية، على أن يصلوا الجمعة فيدعوا للمأمون، ويخلعوا إبراهيم؛ فأجابوه إلى ذلك. فلما بلغ إبراهيم الخبر أخرج عيسى واخوته من الحبس، وسأله أن يرجع إلى منزله، ويكفيه أمر هذا الجانب، فأبى ذلك عليه.
فلما كان يوم الجمعة بعث عباس إلى محمد بن أبي رجاء الفقيه، فصلى بالناس الجمعة، ودعا للمأمون، فلما كان يوم السبت جاء حميد إلى الياسرية فعرض حميد جند أهل بغداد، وأعطاهم الخمسين التي وعدهم، فسألوه أن ينقصهم عشرة عشرة، فيعطيهم أربعين درهماً لكل رجل منهم؛ لما كانوا تشاءموا به من علي بن هشام حين أعطاهم الخمسين. فغدر بهم، وقطع العطاء عنهم، فقال لهم حميد: لا بل أزيدكم وأعطيكم ستين درهماً لكل رجل، فلما بلغ ذلك إبراهيم دعا عيسى فسأله أن يقاتل حميداً، فأجابه إلى ذلك، فخلى سبيله، وأخذ منه كفلاء، فكلم عيسى الجند أن يعطيهم مثل ما أعطى حميد؛ فأبوا ذلك عليه؛ فلما كان يوم الاثنين عبر إليهم عيسى واخوته وقواد أهل الجانب الشرقي، فعرضوا على أهل الجانب الغربي أن يزيدوهم على ما أعطى حميد، فشتموا عيسى وأصحابه، وقالوا: لا نريد إبراهيم. فخرج عيسى وأصحابه حتى دخلوا المدينة، وأغلقوا الأبواب، وصعدوا السور، وقاتلوا الناس ساعة. فلما كثر عليهم الناس انصرفوا راجعين؛ حتى أتوا باب خراسان، فركبوا في السفن، ورجع عيسى كأنه يريد أن يقاتلهم، ثم احتال حتى صار في أيديهم شبه الأسير، فأخذه بعض قواده فأتى به منزله، ورجع الباقون إلى إبراهيم فأخبروه الخبر، فاغتم لذلك غماً شديداً؛ وقد كان المطلب بن عبد الله بن مالك اختفى من إبراهيم، فلما قدم حميد أراد العبور إليه فأخذه المعبر، فذهب إلى إبراهيم فحبسه عنده ثلاثة أيام أو أربعة، ثم إنه خلى عنه ليلة الاثنين لليلة خلت من ذي الحجة